# Śmierć Sokratesa
Śmierć Sokratesa (fr. La Mort de Socrate) – obraz francuskiego malarza Jacques-Louis Davida z 1787 roku.
Podobnie jak wiele jego dzieł z tej dekady, obraz skupia się na klasycznym temacie, w tym przypadku na historii egzekucji Sokratesa. W historii opisanej przez Platona w Fedonie Sokrates został skazany na śmierć przez wypicie trującej cykuty za niewyznawanie bogów, których uznaje państwo, i wyznawanie bogów, których nie uznaje państwo oraz za psucie ateńskiej młodzieży. Sokrates nie ucieka, gdy nadarza się okazja, zamiast tego postanawia użyć swojej śmierci jako ostatecznej lekcji dla swoich uczniów i stawia jej czoło spokojnie.
Obraz obecnie znajduje się w zbiorach Metropolitan Museum of Art w Nowym Jorku (zbiory Catharine Lorillard Wolfe, Fundacja Wolfe, 1931 (31.45)).